# ميل ألمادا
ميل ألمادا (بالإنجليزية: Mel Almada) هو لاعب كرة قاعدة أمريكي، ولد في 7 فبراير 1913 في Huatabampo ‏ في المكسيك، وتوفي في 13 أغسطس 1988 في هيريكا كابوركا ‏ في المكسيك.

## وصلات خارجية
- ميل ألمادا على موقع دوري كرة القاعدة الرئيسي (الإنجليزية)
- ميل ألمادا على موقعبيزبول رفرنس.كوم (الدوري الرئيسي) (الإنجليزية)
- ميل ألمادا على موقعبيزبول رفرنس.كوم (الدوري الثانوي) (الإنجليزية)
- ميل ألمادا على موقع جمعية أبحاث البيسبول الأمريكية (الإنجليزية)
- ميل ألمادا على موقع إي إس بي إن.كوم (أم.أل.بي) (الإنجليزية)
- ميل ألمادا على موقع مشجعي الرسوم البيانية (الإنجليزية)